# Municipio de Jocotitlán
El municipio de Jocotitlán es uno de los ciento veinticinco municipios en que se encuentra dividido el Estado de México, en México. Fue declarado el municipio en 2013 ciudad heroica número 40 del país y la segunda del Estado. Su cabecera municipal es la Heroica Ciudad de Jocotitlán, la cual fue declarada Pueblo con Encanto por el Gobierno del Estado de México, el día 30 de agosto de 2021.

## Toponimia
Xocotitlan proviene del náhuatl y significa «lugar entre los frutos agridulces», «lugares entre los tejocotes» o «lugar entre árboles de tejocote»

## Demografía
Según el Censo de Población y Vivienda de 2015 realizado por el Instituto Nacional de Estadística y Geografía, la población del municipio de Jocotitlán es de 65 291 habitantes, de los cuales 29,503 son hombres y 31,701 son mujeres.

### Localidades
El municipio tiene un total de 56 localidades. Las principales localidades y su población son las siguientes:
| Localidad               | Población (2010) |
| ----------------------- | ---------------- |
| Jocotitlán              | 7 575            |
| Santa María Citendeje   | 6 136            |
| Santa María Endaré      | 2240             |
| San Miguel Tenochtitlán | 5 805            |
| San Juan Cuajomulco     | 5 137            |
| Santiago Casandeje      | 4 977            |
| Los Reyes               | 4 012            |
| Cheje                   | 2 012            |
| La Providencia          | 2 144            |
| Santiago Yeche          | 2 111            |
| Total municipio         | 65 291           |

Sin duda entre las localidades más sobresalientes se encuentra La Providencia la cual ha sido escenario de una de las leyendas más conocidas del municipio "La Chichi" una mítica piedra ubicada en las afueras de la comunidad.
Este poblado también cuenta con de 4 a 5 especies distintas de tejocote el cual se ha vuelto en un fruto representativo del municipio y de esta comunidad en específico.
Su iglesia está construida con piedra que se encontraba en el lugar que se construyó y fue pegada con lodo o adobe 
Es de las pocas del municipio en las que las campanas se tocan personalmente desde el campanario, está dedicada a los santos patrones "La Divina Providencia" o bien "La Santísima Trinidad"
En este lugar aún  se produce barbacoa artesanal y el típico pulque de La Providencia el cual ha sido digno de reportajes por televisión. 
Otros poblados de este municipio son;
- Endavati
- San José Boqui
- Meje
- Boyecha
- El Lindero
- Huemetla: que es una del las tres comunidades más altas del municipio
- La Venta
- Engaseme
- San Miguel Tenochtitlan: caracterizda por las nieves artesanales
- San Juan Coajomulco
- Santa María Endaré.
- MAVORO: Conocido por la Hacienda de Villejé, primer habitante español del municipio de Jocotitlán y Atlacomulco, caracterizada por albañilería

## Política
El gobierno del municipio de Jocotitlán le corresponde a su ayuntamiento, el cual es electo para un periodo de tres años reelegibles de acuerdo modificación constitucional, para el periodo inmediato pero si de forma no continua y que es electo mediante voto universal, directo y secreto; el ayuntamiento está conformado por el presidente municipal el síndico municipal y un cabildo integrado por un total de 10 regidores. Todos entran a ejercer su cargo el día 1 de enero del año siguiente al que se realizó su elección.

## Historia
Actualidad:
El día 3 de abril de 2024 fue encontrada una fosa clandestina con restos humanos en un inmueble usado como anexo. No hubo detenidos.

### Prehispánica y Colonial
Durante parte del Periodo clásico (200 a 600 d. C.), podemos afirmar que ya existía en Jocotitlán una población sedentaria, agricultora y en contacto con Teotihuacán. Según los datos lingüísticos, los habitantes del sitio pudieron ser del grupo oto-mazahua, por lo que quizá se trate de un grupo local que recibió influencia de Teotihuacán. Su relación con este centro cultural fue la de un poblado marginal que recibe tardíamente su influencia, pero que a la vez ocupó un puesto de avanzada en la cultura del altiplano central (Teotihuacana) hacia la zona noroccidental de Mesoamérica.
La ocupación más antigua del valle ocurre entre 200 y 600 d. C. Para el período de 600 a 900 d. C., carecemos de evidencias arqueológicas y no aparecen bien caracterizados los complejos cerámicos Mazapa y Coyotlatelco, que son los que marcan el final del Clásico y el principio del Posclásico.
Hay diversas opiniones sobre el origen del nombre mazahua. Algunos, basados en Sahagún, creen que se llamaba así por su caudillo Mazatl Tecutli; otros explicaban la etimología de esta palabra náhuatl derivándola de mazatl, "venado" y la terminación posesiva -huah, por lo que significa: "poseedores de venado". A la región que habitó esta tribu por lo tanto se le llamó Mazahuacan.
Terminada la conquista militar, los españoles iniciaron lo que podríamos llamar la conquista cultural y económica. Para premiar a sus soldados, Cortés les repartió tierras e indígenas, dando así principio a las encomiendas, de este modo Xocotitlán, junto con Atlacomulco, quedó encomendado a Francisco de Villegas.
El 6 de agosto de 1540 por Real Cédula, el rey de España da por fundado el pueblo de Xocotitlán. A Diego Nájera se le asignó el curato de Xocotitlán; en 1592 fue considerado como el apóstol de los mazahuas.
El padre Nájera es el autor de Doctrina y Enseñanza en la Lengua Mazahua de cosas muy útiles y provechosas para los ministerios de doctrinas, para los naturales que hablan la lengua Mazahua, editada en 1637.

### Independencia
Uno de los sucesos principales que vivió la población de Xocotitlán, durante la guerra de Independencia fue el paso por su jurisdicción de Miguel Hidalgo, quién se dirigía a la Ciudad de México.
En Ixtlahuaca el cura de Xocotitlán don José Ignacio Muñiz y Acosta fue el que dio el edicto de excomunión a Hidalgo. La presencia de éste motivó a varios individuos de la población que se sumaron al movimiento entre ellos destacaron: José Valentín Dávila, Isidoro Dávila, José Bernal, Manuel Alcántara, Isaías Marmolejo y José Mauricio García. 
La reacción del ejército realista no se hizo esperar, pues hubo que sofocar tal rebelión; de tal forma que el 15 de abril de 1811 el pueblo de Xocotitlán fue atacado por las fuerzas realistas al mando de Juan Bautista de la Torre, sofocando la insurrección y dejando destrozada la población.
El próximo punto importante que tocó Hidalgo, fue la cabecera de la villa de Ixtlahuaca el 27 de octubre de 1810.  
Los acontecimientos que se dieron en ese lugar fueron descritos por el doctor José Ignacio Muñiz cura de Xocotitlán que redactó un informe al arzobispo de México el 6 de noviembre de 1810 en el que dice:
"Entró Hidalgo a Ixtlahuaca; lo recibió el cura don José Agustín Mateos, anciano que con respeto a sus canas y a su ministerio debió darnos el ejemplo de un Eleazar; lo recibe, ilustrísimo señor, con toda pompa bajo el palio, cruz, ciriales, ministros revestidos y repique de campanas.
La primera ceremonia es presentarle los edictos de mi excelentísimo prelado, del señor obispo de Valladolid y el sabio santo, y adorable de vuestra señoría ilustrísima.  Este y los otros se rompen, despedazan y se pisan contra el suelo por la miserable comitiva de clérigos y religiosos de Valladolid, y se dice públicamente en voz alta que cuarenta excomuniones que vuestra señoría ilustrísima fulmine, viene con ellos quien les absuelva. Se cantó después un Te Deum." 
Fue precisamente el cura de Xocotitlán quién entregó los edictos de excomunión a Hidalgo en Ixtlahuaca, de este hecho, existen testimonios de individuos que presenciaron los acontecimientos tales como el médico Mariano López natural de Querétaro, de 25 años y vecino de la Ciudad de México; el testimonio de Pedro José Valverde natural de villa del Carbón, de 33 años y vecino de Xocotitlán; el teniente retirado José Coterillo natural de Jiquipilco, de 45 años y vecino de Ixtlahuaca, que confirmaron los hechos. 
Posteriormente don Miguel Hidalgo junto con su ejército se dirigió a Toluca donde entró en la tarde del 28 de octubre.
Las semillas que dejó la insurgencia en el territorio del actual Estado de México rendían frutos, toda vez que se mantenía vivo el espíritu emancipador.
La represión de las fuerzas realistas hacía los pueblos simpatizantes de la insurgencia no se hizo esperar y Juan Bautista Torre después de destruir Cacalomacán se dirigió a Xocotitlán. "Torre había regresado a Toluca después de dar concluida la Revolución del valle de Temascaltepec, cuando a principios del mes de abril de 1811 sucedió un levantamiento en Xocotitlán  que a los primeros síntomas del movimiento, acudió a sosegarlo el subdelegado de Ixtlahuaca Francisco Gómez Fraile con los patriotas que lo originaron en la cabecera". 
Al llegar Gómez Fraile fue recibido por los habitantes al parecer sumisos, luego que hubo entrado, aparecieron nativos que se habían ocultado en las magueyeras y apedrearon al subdelegado y a su comitiva; algunos fueron muertos, quienes escaparon junto con Gómez Fraile se refugiaron ocultándose tras los sepulcros que se encontraban en el atrio de la iglesia.

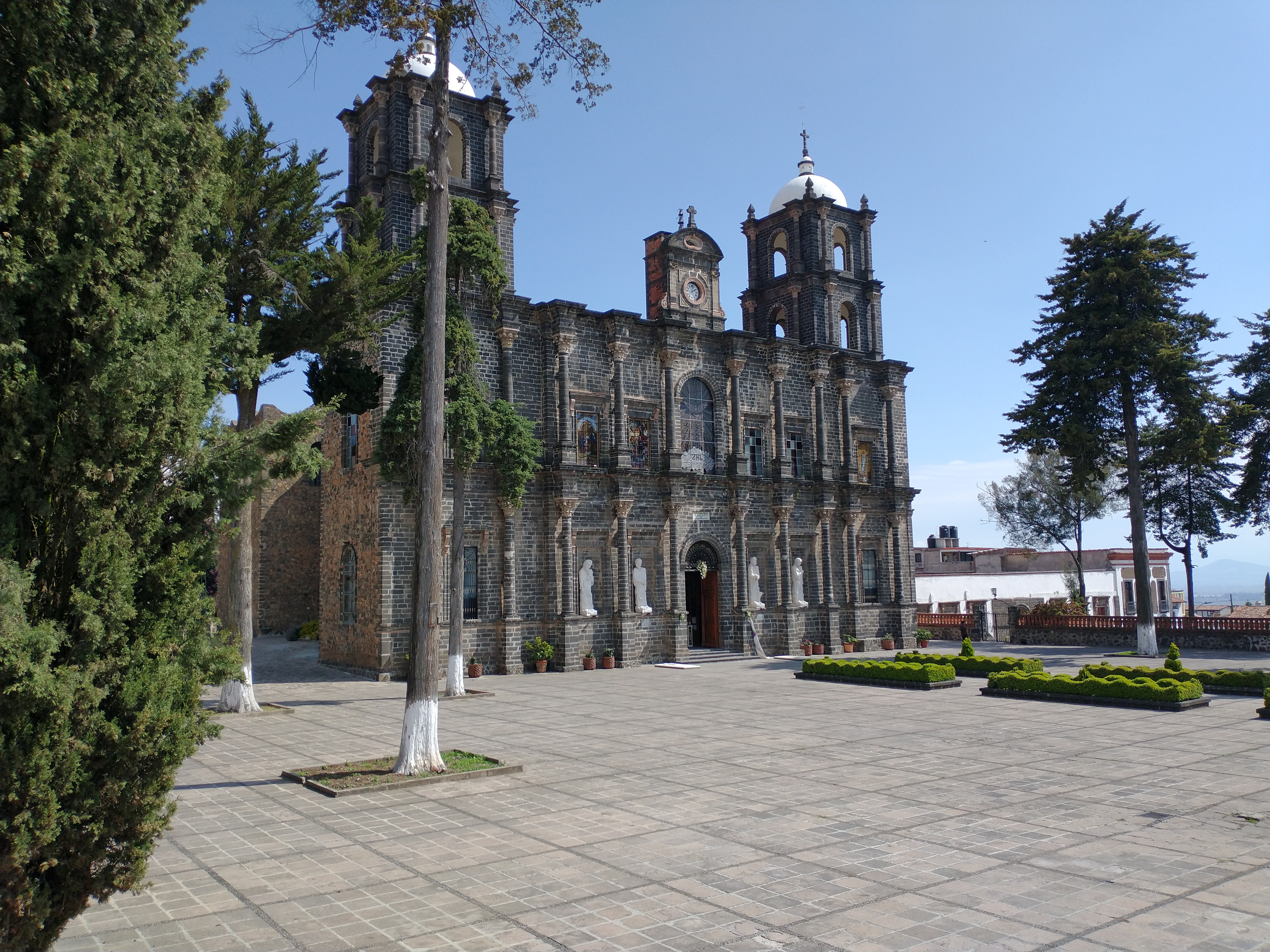
Iglesia Jesús Nazareno del Centro de Jocotitlán EdoMex

Con la intención de sosegar a los alborotados, el cura del lugar sacó en procesión por las calles al Santísimo Sacramento, pero en vez de apaciguarlos, regresó a la iglesia no sin antes recibir varias pedradas para posteriormente, ser llevado preso a casa de uno de los jefes revolucionarios.
El subdelegado se había ocultado dentro de la iglesia; al ser descubierto fue muerto a lanzadas en la plaza, corriendo la misma suerte quienes lo acompañaban. El virrey ordenó a Juan Bautista Torre que fuera a castigar a aquel pueblo; inmediatamente se puso en marcha, y ese día, el 15 de abril, después de dos horas y media de fuego, entró con lujo de fuerza a la población que heroicamente había sido defendida por los habitantes. 
Fue una masacre que dejó en el campo de batalla más de cuatrocientos cadáveres. Un capitán de apellido Marmolejo fue hecho prisionero y fusilado. 
Torre informó al virrey los hechos indicándole que los insurgentes de Xocotitlán habían quedado "bien castigados". 
Sin embargo, las cosas no quedarían allí, pues varios vecinos del pueblo de Xocotitlán seguirían participando por la causa de la Independencia, bajo las órdenes de Francisco López Rayón; los más destacados fueron José Mauricio García, Isidoro Dávila, José Bernal, José Valentín Dávila y Manuel Alcántara.
Otros personajes que abrazaron la causa de la insurgencia en el valle de Toluca fueron: Miguel Díaz, de Lerma y Joaquín Carrasco, de Toluca. 
El 19 de febrero de 1812, las cortes generales y extraordinarias reunidas en la ciudad española de Cádiz, promulgaron su primera Constitución.
En la Nueva España, el virrey José María Calleja publica el 30 de septiembre de 1812 en la Ciudad de México la Constitución de Cádiz. Según la Constitución, el título de virrey debía de ser cambiado por jefe político superior. Además, se convocaba a elecciones municipales, provinciales y para diputados a cortes, permitiendo la libertad de prensa. 
Poco duró la vigencia de la Constitución con el retorno de Fernando VII del destierro, suprimió el sistema constitucional en todo el imperio Español el 4 de marzo de 1814. En 1820 el propio Fernando VII, se vio obligado a jurar la Constitución, restableciendo el sistema que abolió.
Durante el año 1820 la Intendencia de México, basada en la constitución pidió a las autoridades de las alcaldías de Metepec e Ixtlahuaca, que se jurará la Constitución en sus respectivas jurisdicciones. 
El teniente coronel comandante de armas de villa de Ixtlahuaca, Juan García de la Cuesta, pidió al señor Manuel Iturbide y Gómez, vecino del pueblo de Xocotitlán que procedieran a realizar la jura de la Constitución Política de la Monarquía Española, según el ejemplar que le envió el 7 de julio de 1820.  Para realizar la jura se pidió la cooperación del cura del pueblo, doctor don José Ignacio Muñíz, quien debería solemnizar el acto. Los comisionados de la organización se encargaron de colocar en los parajes públicos invitaciones para que el pueblo asistiera a la jura que se celebraría el día 25 de junio a las 9:30 de la noche.
Se realizó primeramente una misa donde después del ofertorio, el Sr. Manuel Iturbide y Gómez, dio lectura a la Constitución de Cádiz. Una vez concluido puso sus manos sobre un misal dirigiéndose a los vecinos en los siguientes términos: "Juráis por Dios y por los Santos Evangelios guardar la Constitución de la Monarquía Española sancionada por las cortes generales y extraordinarias de la nación y ser fieles al rey". A lo que los asistentes contestaron de forma afirmativa. Con este acto se terminó la misa, iniciándose los festejos con música y fuegos artificiales.
Según la Constitución deberían nombrarse autoridades municipales donde no existieran, cubriendo el requisito de tener mil habitantes y si no lo hubiera se unirían dos pueblos. Así el 19 de julio, sabedor el comandante de armas de Ixtlahuaca, que en Xocotitlán existían las "mil almas" que establecía la Constitución como requisito para la formación de un ayuntamiento, comisionó a Manuel Iturbide y Gómez para que de acuerdo con el cura párroco José Ignacio Muñiz convoquen a todos los vecinos del pueblo para el día 23 de julio, a fin de hacer junta electoral e instalar el respectivo ayuntamiento.
No existe ningún testimonio escrito que demuestre la celebración de las elecciones en la fecha señalada, pero lo que sí es indudable es que se nombró como alcalde interino de primer voto al C. Antonio del Valle.
Para el 7 de agosto, el comandante Juan García de la Cuesta, ordena al alcalde designado de Xocotitlán que el domingo se realicen en las parroquias, elecciones con el motivo de que tuviera representación en la votación de diputados de cortes, la cual se celebraría el 20 de agosto.
El pueblo de Xocotitlán se reunió en la plaza el 13 de agosto de 1820 a las 9:00 de la mañana, con la presencia del alcalde, quien indicó que se trasladaran al templo para que el cura celebrara una misa de Espíritu Santo. Una vez concluida la misa, todos los asistentes se trasladaron a la casa cural, dando principio la junta. Se nombraron dos escrutadores y un secretario entre los que allí se encontraban. Como escrutadores quedaron designados José María Gómez de Barreda y Pedro Balverde, Manuel Iturbide y Gómez como secretario.
A continuación se preguntó al vecindario si había alguna objeción para que la elección recayera en alguno de los presentes, a lo que contestaron que no. Se nombraron entonces 21 compromisarios que según el artículo 91 de la Constitución, salieron electos: Francisco Campos, Ignacio González, Francisco Arzate, Rafael Rivas, Marcial Sánchez, Manuel Zimbrón, Leocadio Martínez, Félix Marmolejo, Joaquín Alcántara, Ignacio Sánchez, José Fabián Marmolejo, Joaquín Baldimo, José Martínez, Juan Rangel, Doroteo Dávila, Francisco Vilchis, Bernabé Cedillo, Silvestre Sánchez, Rafael Lovera, Vicente Chávez y Rafael Monroy. Después de la conferencia, entre los compromisarios se eligió a Antonio del Valle, Pedro Valverde, José María Barreda y Francisco Campos para que de ellos, a pluralidad de votos, se nombraran a dos.
Según el cura párroco, el padrón de la iglesia ascendía a 19,600 habitantes aproximadamente, por no saber el número exacto de ciudadanos, se hizo el cálculo de uno por cada cuatro individuos, se procedió entonces a la votación y de los candidatos propuestos salieron electos Antonio del Valle como alcalde primero y Francisco Campos como alcalde segundo. Se reafirmó así, como alcalde de voto Antonio del Valle. Para concluir el acto se cantó un tedeúm, según el artículo 98 de la constitución española.
El 15 de agosto del mismo año, el alcalde de Atlacomulco, Agustín Velasco, se dirigió al ayuntamiento de Xocotitlán para felicitarlos por su elección.

## SigloXIX
En la ley del 9 de febrero de 1825 se ratificó a Xocotitlán como municipio.
En 1823 el municipio sufre la segregación de parte de su territorio para formar el ayuntamiento auxiliar de Tapaxco dependiente  de Xocotitlán; pero en 1824, con la erección del estado de México, se separa definitivamente.
El temperamento de muchos de los habitantes del municipio fue de apego a las ideas conservadoras, en tal virtud que el 14 de marzo de 1847, Francisco Espinoza, Agustín Alcántara, José Manuel Alcántara, Vicente Saldaña, Juan Francisco Espinoza y el cura José González invitan a la población a unirse en contra de Valentín Gómez Farías, sostener la religión y el sistema federal. El 22 de enero de 1853 secundan el plan de Jalisco.
Durante la guerra de Reforma se adhiere el plan de Tacubaya, también contribuye para el sostenimiento del gobierno conservador, de tal forma que el 25 de abril de 1859 los constitucionalistas saquean la población. Asimismo el municipio se enfrenta a un problema grave como fue la sublevación indígena mazahua.
Xocotitlán contribuyó con hombres para las milicias y con dinero para apoyar la guerra contra Estados Unidos.
La adhesión del Estado de México al Plan de Tacubaya, una vez pronunciado por Zuloaga, no se dejó esperar y las actas de apoyo pronto surgieron; así se levantaron varias poblaciones en la prefectura de Toluca durante los días 11 y 14 de enero. Las actas fueron tomadas como ejemplo para forzar, de alguna manera, a los ayuntamientos del estado, por ejemplo el 20 de enero fueron recibidos en Jocotitlán dos ejemplares de las actas, de la proclamación del gobernador provisional a los habitantes del estado en apoyo al plan de Tacubaya. 
El sostenimiento de la causa conservadora implicaba la erogación de recursos económicos, por lo que el gobernador interino decretó el 18 de enero un préstamo forzado de todos los municipios del estado de cien mil pesos. Al municipio de Jocotitlán le fueron asignados $4,600, según el reparto hecho por el prefecto del distrito, la situación financiera del municipio era precaria, por lo que era una carga pesada para el ayuntamiento cooperar con tal cantidad. Una solución posible era pedir ayuda de los hacendados y personas particulares o bien renunciar al cargo para deslindar responsabilidades.
El alcalde primero Francisco Espinoza, citó al ayuntamiento a cabildo extraordinario el 23 de enero dándoles a conocer la situación y leyendo un acta levantada en Toluca el 14 de enero de 1858 se hizo la revisión de los artículos del  1.º al 11, pidió la opinión de los integrantes del ayuntamiento sobre si se adherían o no al plan de Tacubaya, el cabildo unánimemente acordó no adherirse, por lo que quedaba disuelto el ayuntamiento, sólo ayudarían a guardar el orden. El sr. Francisco Espinoza entonces dirigió un informe al subprefecto del partido de Ixtlahuaca informándole de los hechos y pidiendo informes de las personas que los habían de sustituir en el cargo.
"En la Capital, una junta de representantes de los departamentos, reunida el 22 de enero, designó presidente al general Félix Zuloaga, quién tomó posesión al día siguiente, de esta manera hubo dos gobiernos en el país, uno reaccionario en la capital y el otro liberal en el interior. Zuloaga inauguró el suyo con las llamadas cinco leyes, por las cuales se derogaban las reformistas, se devolvían sus empleos a los remisos a jurar a la organización de la época de Santa Anna".
Mientras esto ocurría, en la ciudad de Toluca el general Miguel Miramón, uno de los principales representantes del partido conservador ratificaba el 28 de enero su apoyo y agradecimiento al Estado de México. Esta información fue recibida en el municipio junto con una proclamación de desacuerdo del general Emilio Lamberg.
En Ixtlahuaca no se pensaba igual que en Jocotitlán, donde sus autoridades levantaron un acta por la que aceptaba el Plan de Tacubaya y luchar para defender la "religión y fueros". Una copia de esta acta fue recibida el 1 de febrero en el ayuntamiento de Jocotitlán que se encontraba cesado en sus funciones. El ciudadano Francisco Espinoza citó a los miembros del ayuntamiento para tener reunión de cabildo, sólo el síndico y dos regidores asistieron, en la sesión se expuso que las autoridades del ayuntamiento de Ixtlahuaca se había adherido al plan de Tacubaya.
La toma del poder por parte de Zuloaga implicaba relevar de su cargo al gobernador interino del Estado de México para poner alguien de su entera confianza que garantizara la fidelidad a su gobierno. La primera reforma de Zuloaga fue derogar la Constitución de 1857, volviendo a la organización de departamentos.
Así quedó nombrado el general Benito Haro para el departamento de México, la primera disposición del gobernador y comandante del departamento para el subprefecto del partido de Ixtlahuaca fue que se levantara un acta por la cual todas las autoridades, empleados y vecindario manifestaran su adhesión al Plan de Tacubaya, reformado en la Ciudad de México el día 11 de enero, cuyas actas serían remitidas al gobernador para su conocimiento.
Esta orden fue recibida el 3 de febrero por Francisco Espinoza (alcalde primero), quien escribió al subprefecto, que el ayuntamiento estaba disuelto. Al día siguiente el subprefecto  contestó que de ninguna manera el ayuntamiento había quedado destituido de su cargo, argumentando que no hubo autoridad que lo hiciere, pues aunque el Plan proclamado en Toluca por la guarnición de la ciudad, en su artículo 11.º indica que las autoridades que no secundaran el plan quedarían destituidas, esto no debe entenderse así, sino hasta que una autoridad superior lo hiciera, por lo que debería regresar a sus funciones, pues los pueblos eran perseguidos por profesar "nuestra santa religión". Además se indicaba que procediera inmediatamente a levantar el acta de adhesión al Plan de Tacubaya, invitando a todas las personas que tuvieran "sentimientos de religión".
Inmediatamente pueden advertirse las medidas coercitivas que tomó el gobierno del departamento para lograr la adhesión al plan conservador. Es indudable que en una población con arraigo religioso tuvo eco dicha proclama, pues al anteponer que su religión era perseguida, pronto manifestaron fidelidad al gobierno de Zuloaga.
La tarea prioritaria de Zuloaga era la de devolver los logros a los conservadores que habían ganado en la lucha de Independencia o que habían heredado, por lo que no cesaba la publicación de bandos, la derogación de leyes y la restitución de otras. Estos documentos llegaron a poder del ayuntamiento de Jocotitlán el día 8 de febrero; entre otras disposiciones estaban, que se declaraban nulas las disposiciones de la ley del 25 de junio de 1856 y su reglamento del 30 de julio del mismo año, y la derogación de la ley del 11 de abril de 1857 sobre obtenciones parroquiales.
Por otro lado se restablecían los fueros eclesiásticos y militares con la extensión que tenía el 1 de enero de 1853, el restablecimiento de la Suprema corte de Justicia tal cual existía en el 22 de noviembre de 1855. La conclusión de las disposiciones fue que todos los empleados y funcionarios públicos que por el hecho de no haber jurado la constitución de 1857 fueron despedidos de su empleo, vuelvan al ejercicio de sus antiguos cargos.
En la proclamación de las citadas leyes se dejan ver claramente cuáles eran las verdaderas intenciones de los conservadores; una vez tomado el poder procedieron a restablecer sus antiguos privilegios de la élite local gubernativa mexicana. Una vez más el pueblo fue engañado con falsos argumentos, pues su papel fue el de apoyar al movimiento sin obtener ningún beneficio, antes bien fueron desposeídos de algunos beneficios que otorgaba la constitución liberal.
El 9 de febrero, el ayuntamiento se reunió con algunas personas del poblado para leer la circular del general del departamento Benito Haro. Oído por todos dijeron estar de conformidad con la "voluntad nacional en el plan salvador" proclamado en Tacubaya, por lo que los habitantes de Jocotitlán se unen a dicho plan. La copia del acta fue enviada al subprefecto, recibiéndola el 11 de febrero.
El Estado de México, por haberse sumado a los conservadores, tuvo que resguardarse del ataque de los constitucionalistas; para realizar esto cada distrito se organizó, en Ixtlahuaca, el subprefecto Pedro Rodríguez convocó el 22 de febrero a todos los alcaldes de los municipios de la subprefectura para el 26 de febrero a las 8 de la mañana, a fin de acordar el modo en que se había de hacer la defensa de las municipalidades. El ayuntamiento de Jocotitlán decidió realizar una junta con todo el vecindario para reclutar ciudadanos. El 25 de febrero el ayuntamiento tomó las primeras providencias al nombrar una comisión que vigilara y prohibiera los juegos de azar, la comisión estuvo integrada por los ciudadanos Cayetano González y Cástulo Estévez, esta medida fue encaminada primeramente a evitar que la gente se reuniera y cuestionara la situación y en segundo término evitar conflictos entre ciudadanos que trajeran problemas extras al ayuntamiento.
La guerra civil, entre otras cosas, trajo el resquebrajamiento económico; en Jocotitlán por ejemplo, Pablo Carrillo, encargado de aplicar vacuna, pidió al ayuntamiento la cantidad de 50 pesos anuales por aplicarla, a lo que se le respondió ofreciéndole 10 pesos. El dinero debería de obtenerse por todos lados, de tal forma que también se cobró multas a los ciudadanos que no mandaran a sus hijos a la escuela.

### Segundo Imperio
Durante el imperio de Maximiliano  las tierras del municipio se desamortizaron, adquiriéndolas gran cantidad de individuos de la comunidad.
La estadística básica del departamento de México elaborada durante la primera mitad del siglo XIX y según Manuel Orozco y Berra en su apéndice del Diccionario Universal de la Historia y Geografía de 1856 se refiere a Jocotitlán de la siguiente manera:
Durante esta época se consolidan las haciendas de Tiacaque, Villeje, Pasteje, Nenanci y Caro. Los pueblos fueron los que abastecieron fundamentalmente de fuerzas de trabajo a dichas haciendas. En ese tiempo se dio gran impulso a la educación, se construyó la línea telegráfica y telefónica, asimismo se realizaron algunas obras públicas.
Durante la segunda mitad del siglo XIX fueron tres los principales acontecimientos de la vida nacional: en primer lugar la guerra de Reforma o llamada también de los tres años, la Intervención Francesa que trajo consigo el Segundo Imperio y la República Restaurada que concluyó con el porfiriato.
Durante el porfiriato se puso en marcha el proyecto liberal, las reformas a la administración pública, el florecimiento de arte y ciencia, también el esplendor de las haciendas y de unas cuantas familias, este sistema no permitió que hubiera movilidad social; trajo pobreza y descontento. 
La municipalidad de Jocotitlán al finalizar el siglo contaba con una población de 10,832 habitantes, 5,237 hombres y 5,595 mujeres.  Era la cuarta más poblada dentro del distrito.
Otro de los logros de la municipalidad fue su participación en la feria internacional de Chicago, donde participó exponiendo cereales, con otras municipalidades en representación del Estado de México.
El municipio también destacó en educación, enviando alumnos con beca al instituto literario, en la cabecera existían dos escuelas una de varones y otra para niñas. 
Es digno de mencionar que en la cabecera municipal existía un periódico llamado "El Demócrata" cuyo director fue Antonio María Espinoza, sus principales colaboradores eran Miguel Rosales, Jesús Rondero y Jesús M. Chimal.
En general fue una época de poca alternancia política, tal y como lo muestra la lista de autoridades municipales durante el porfiriato, siendo presidentes municipales en varias ocasiones las siguientes personas: Jesús Cardoso, José C. Ruedas, Jesús M. Chimal, Apolinar Legorreta y Román Cedillo. 
Otra organización importante fue "El club Mutualista de Jocotitlán".
En cuanto a su población, durante el último tercio del siglo XIX el municipio contó con la siguiente base demográfica.

### Revolución mexicana
Al estallar la Revolución de 1910 no se puede hablar de grupos revolucionarios en Jocotitlán, pero sí de individuos que se sumaron a las fuerzas armadas como el general zapatista Aureliano Reyes, y el villista Alberto Cedillo Alcántara, hubo también simpatizantes de las ideas revolucionarias como Moisés Legorreta Espinoza quién mantuvo comunicación con los hermanos Flores Magón. Sin embargo, el ayuntamiento de Jocotitlán dio su apoyo al general Porfirio Díaz y su aprobación para sofocar "los actos revoltosos".
En plena Revolución la población de Jocotitlán padeció hambre, epidemias y el 19 de noviembre de 1912 un temblor. Es digno de destacarse la participación que tuvo el comerciante León Paniagua en 1913; quién siendo primer regidor del ayuntamiento evitó el saqueo de la población al proporcionar atención a los revolucionarios. Sin embargo, el 16 de abril de 1915 la jurisdicción del municipio de Jocotitlán, fue atacada por un grupo armado de alrededor de 200 zapatistas, quienes gritaban vivas a Zapata. En el pueblo robaron cuatro comercios y mataron a tres vecinos que se negaron a entregarles su dinero, después de lo cual lo abandonaron el ayuntamiento con dos rehenes a quiénes después mataron en Juchitepec. Ocasionaron daños materiales, robos y pérdida de vidas humanas.
Los niveles de bienestar de la población fue una continuidad del contexto de finales de siglo, salvo los pequeños asaltos de la población a las haciendas del municipio. Esta forma de ser y de pensar se vería afectada años más tarde por el reparto de tierras, la industrialización y la urbanización municipal.

### México moderno
La necesidad de la población de contar con servicios públicos obligó a las autoridades municipales a introducir la energía eléctrica, entubar el agua de los manantiales y bombearla a las casas de los ciudadanos, construir pequeñas obras públicas, a mejorar las condiciones en que se daba la educación (construcción o rehabilitación de edificios) y aumentar la cultura en general. A este respecto hay que señalar que se formó el club de teatro llamado "Amando Barranco", se integró una orquesta de música formada por la familia Medrano y algunos habitantes de la población. Para tal fin se construyó un teatro y se formó una biblioteca. Todos estos hechos caracterizaban a la sociedad de los años 1930 a 1960.
Sin embargo, los datos arrojados por el censo de 1990, nos indican que el municipio que antes considerábamos como agropecuario ha dejado de serlo; actualmente la mayor parte de la población se ocupa en el sector industrial, es decir, Jocotitlán actualmente es un municipio industrial y agropecuario.
En 1960 se establece la Unidad Industrial Pasteje en terrenos de la hacienda del mismo nombre generando la industrialización del municipio.
En las últimas décadas, el progreso es notorio debido a su infraestructura; se cuenta con todos los servicios públicos, los habitantes del municipio en su mayoría tienen dos actividades económicas fundamentales: la agricultura y la industrial. El índice de profesionistas cada vez es mayor debido a que se cuenta con una cobertura educativa suficiente, desde el nivel preescolar hasta el medio superior.
En 1983 la legislatura del estado mediante el decreto número 170 del 30 de junio, cambió la categoría de la cabecera municipal elevándola a villa y dando categoría de pueblos a Mavoro, Huemetla y San José Boqui.
El desarrollo urbano del municipio ha sido la característica en los últimos años. Prueba de ello son los premios obtenidos por Jocotitlán en el concurso de desarrollo municipal: 3.º-1991; 2.º-1992 y 1.º-1994.

## Representación legislativa
Para la división territorial es distritos electorales donde son electos los diputados locales y federales, el municipio de Jocotitlán se encuentra dividido de la siguiente manera:
Local:
- XV Distrito Electoral Local del Estado de México con cabecera en Ixtlahuaca.[7]

Federal:
- III Distrito Electoral Federal del Estado de México con cabecera en Atlacomulco.[8]

### Roberto Legorreta Sicilia
Fue el 12 de octubre pasado, cuando el municipio de Jocotitlán, Estado de México, rindió un homenaje póstumo a uno de los integrantes del Escuadrón 201, el Capitán Roberto Legorreta Sicilia, quien fue oriundo de esa población declarada Ciudad Heroica, en reconocimiento a los actos de valor demostrados por sus habitantes en la Batalla entre Insurgentes y Realistas el 15 de abril de 1811.
El evento, fue presidido por el Licenciado Iván de Jesús Esquer Cruz, presidente municipal de Jocotitlán; quien estuvo acompañado en el presídium por el veterano de guerra, Sargento 1/o. de Transmisiones, Horacio Castilleja Albarrán, así como familiares del extinto Capitán Roberto Legorreta.
En el marco de los festejos por los 200 años de vida Institucional del Municipio de Jocotitlán, el pasado 12 de octubre del 2019, se llevó a cabo un homenaje al Capitán PA Roberto Legorreta Sicilia, quien formó parte de la Fuerza Aérea Expedicionaria Mexicana (FAEM), encuadrada en el glorioso Escuadrón Aéreo de Pelea 201, asignado a la escuadrilla A, a la cual denominaron; Águilas Aztecas.